# Xerocrassa salvanae
Xerocrassa salvanae is een slakkensoort uit de familie van de Hygromiidae. De wetenschappelijke naam van de soort is voor het eerst geldig gepubliceerd in 1886 door Fagot.